# Hyphantria penthetria
Hyphantria penthetria là một loài bướm đêm thuộc phân họ Arctiinae, họ Erebidae.